# Adilabad
Adilabad (telugu అదిలాబాదు) è una città dell'India di 108.233 abitanti, capoluogo del distretto di Adilabad, nello stato federato del Telangana. In base al numero di abitanti la città rientra nella classe I (da 100.000 persone in su).

## Geografia fisica
La città è situata a 19° 40' 0 N e 78° 31' 60 E e ha un'altitudine di 263 m s.l.m..

## Società

### Evoluzione demografica
Al censimento del 2001 la popolazione di Adilabad assommava a 108.233 persone, delle quali 55.023 maschi e 53.210 femmine. I bambini di età inferiore o uguale ai sei anni assommavano a 15.025, dei quali 7.757 maschi e 7.268 femmine. Infine, coloro che erano in grado di saper almeno leggere e scrivere erano 69.951, dei quali 39.901 maschi e 30.050 femmine.